# Volkstheater
Volkstheater – stacja węzłowa metra w Wiedniu na linii U2 i U3. Została otwarta 8 października 1980. 
Znajduje się w 1. dzielnicy Wiednia Innere Stadt. Stacja została nazwana od pobliskiego Volkstheater. Połączona jest z Bellariapassage pod Ringiem wiedeńskim.